# Calidota laqueata
Calidota laqueata là một loài bướm đêm thuộc phân họ Arctiinae, họ Erebidae.